# Leoluca Orlando
Leoluca Orlando (Palermo, 1º agosto 1947) è un politico italiano.
È meglio conosciuto per la sua forte opposizione a cosa nostra durante il suo primo periodo da sindaco di Palermo, che va dalla seconda metà degli anni 1980 fino al 1990 e che è stato pubblicamente indicato, dai media, come la "Primavera di Palermo".
È stato eletto per la prima volta primo cittadino del capoluogo siciliano nel 1985, dal consiglio comunale, restando in carica fino al 1990. Nel 1993, primo anno delle elezioni dirette dei sindaci in Italia e nella storia del comune, è tornato nelle vesti di sindaco della città ed è stato poi rieletto quattro anni dopo, fino al 2000, quando si dimise in dicembre in vista delle elezioni regionali in Sicilia del giugno dell'annata seguente.
Nuovamente a capo dell'amministrazione di Palermo per altri due mandati consecutivi, dal 2012 al 2022, per un totale di circa 22 anni che ne fanno, ad oggi, il primo cittadino più presente e duraturo dall'esistenza di tale carica, dal 7 giugno 2016 e sempre fino al 2022 ha ricoperto anche il ruolo di sindaco metropolitano della città metropolitana di Palermo.
E’ stato più volte Presidente ANCI Sicilia ( Associazione Nazionale Comuni Italiani) e da ultimo dal 2014 al 2023.
È stato in due legislature parlamentare regionale, in tre legislature parlamentare nazionale, dal 1994 al 1999 e dal 2024 europarlamentare. Fondatore del partito politico di La Rete, è stato inoltre coordinatore nazionale dell'Italia dei Valori.
Dal 2002 è presidente della Federazione Italiana di American Football; confermato nel 2025 per il quadriennio olimpico.
Nel 2024 e’ stato eletto nella lista AVS per la Circoscrizione Isole al Parlamento europeo facendo parte del Gruppo Greens ALE.

## Biografia

### Anni giovanili e studi
Figlio dell'avvocato Salvatore Orlando Cascio (1908-2002) e di Eleonora Cammarata, è il terzo di otto figli. Nel 1965 ha conseguito il diploma di maturità classica presso l'Istituto Gonzaga e nel 1969 si è laureato con lode in Giurisprudenza presso l’Università degli Studi di Palermo.
Ha compiuto studi all'Università Ruprecht Karl di Heidelberg (in Germania) e in Inghilterra. Avvocato, tra la fine degli anni '70 e gli anni '80 è stato docente di diritto pubblico regionale all'Università di Palermo.

### Carriera politica

#### Primi incarichi
Inizia il suo percorso politico nella Democrazia Cristiana ed è chiamato nel 1978 come Consigliere giuridico del presidente della Regione Siciliana Piersanti Mattarella, fino al 6 gennaio 1980. Dopo l'uccisione di quest'ultimo da parte della mafia in quello stesso giorno, decide di candidarsi al Consiglio comunale di Palermo, dove in giugno viene eletto nelle file della Democrazia Cristiana. Nel 1984 è assessore comunale al decentramento nella giunta guidata da Giuseppe Insalaco.

#### 1º mandato da Sindaco: la giunta "esacolore" (1985-1990)

Leoluca Orlando negli anni '80

Nelle elezioni amministrative del 1985 verrà rieletto consigliere comunale e, in seguito, sarà eletto, dal consiglio comunale, sindaco di Palermo. All'età di quasi 38 anni è il terzo più giovane primo cittadino del capoluogo siciliano. Dal 1985 al 1987 è a capo di un pentapartito (DC, PSI, PRI, PLI, PSDI); entrata in crisi quella maggioranza, dal 1987 al 1990 è a capo di una giunta di grande coalizione, il cosiddetto "esacolore", formata da DC, Sinistra indipendente, Verdi, Socialdemocratici e dalla lista civica cattolica di «Città per l'Uomo», successivamente estesa, il 15 aprile 1989, anche al Partito Comunista Italiano, che entrò, per la prima volta nella sua storia, nel governo della città. 
Per questo con i vertici DC, in particolare con la corrente andreottiana, entrò in conflitto.
Orlando lasciò così all'opposizione il Partito Socialista, i liberali e i repubblicani, cercando di emarginare, dalla gestione del potere, le correnti più conservatrici della DC legate a Salvo Lima e Vito Ciancimino: una scelta che non mancò di creare ripercussioni su un piano nazionale, alimentando lo scontro tra Orlando da una parte, Giulio Andreotti e Bettino Craxi dall'altra. L'ingresso del PCI accese poi lo scontro tra Orlando e il proprio partito, in particolare con la destra andreottiana, che lo costrinse, il 24 gennaio 1990, a dimettersi da sindaco, rimanendo dimissionario fino al successivo mese di maggio.
Il periodo della sua amministrazione, pur fra scelte molto controverse, viene da molti ricordato come la "primavera di Palermo", sia per la notevole attività di promozione e recupero dell'immagine della città in Italia e nel mondo, mortificata dalla lunga sequela di omicidi e crimini mafiosi che culmineranno con le bombe del 1992-1993, sia per la promozione di una cultura della legalità anche in ambito culturale ed educativo.
Nel 1989, in occasione delle elezioni per il Parlamento Europeo, Orlando rifiuta di candidarsi nella stessa lista con Salvo Lima.

#### La Rete

##### Fondazione
Rieletto consigliere comunale nel 1990 con oltre 70000 voti di preferenza, portando la DC ad ottenere la maggioranza assoluta dei seggi (42), viene considerato il naturale sindaco, ma non ottiene l'appoggio di una parte del suo partito e non riesce a formare una maggioranza di consiglieri per l'opposizione dei "Verdi", dovendo quindi rinunciare alla possibilità di guidare una nuova Giunta comunale. Pertanto, i vertici democristiani eleggeranno come nuovo sindaco di Palermo Domenico Lo Vasco, un doroteo ritenuto vicino alla corrente di Antonio Gava, che otterrà anche i voti della corrente di sinistra demitiana.
Nel 1991, lascia quindi la DC, promuovendo la nascita di un movimento, La Rete. Obiettivo principale del nuovo movimento era quello di riportare la questione morale nella politica italiana, grazie alla "trasversalità", ossia alla partecipazione di tutte le forze positive presenti nei vari partiti, con un gruppo dirigente che comprendeva politici di differente estrazione politica e culturale, all'interno del recinto del centrosinistra. I cinque firmatari del manifesto costitutivo furono Leoluca Orlando, Carmine Mancuso, Nando dalla Chiesa, Diego Novelli e Alfredo Galasso, con componenti del comitato promotore Claudio Fava, Laura Rozza Giuntella, Letizia Battaglia, Angelo Tartaglia, Vincenzo Passerini, Rino Piscitello, Carmelo Partescano.
Dello stesso anno è lo scontro con Giovanni Falcone, a seguito dell'incriminazione per calunnia del pentito Pellegriti, il quale rivolgeva accuse al parlamentare europeo Salvo Lima. La polemica proseguì quando Orlando accusò Falcone di tenere nascoste nei cassetti le carte sugli omicidi eccellenti di mafia e le prove delle collusioni di politici con cosa nostra.

##### Deputato regionale e parlamentare
Durante la tornata elettorale per l'elezione dell'Assemblea Regionale Siciliana, svoltesi il 16 giugno 1991, venne eletto deputato regionale, sia nel collegio di Palermo che di Catania per "La Rete", carica da cui si dimise l'11 dicembre dello stesso anno.
Nelle successive elezioni politiche dell'aprile 1992, venne eletto deputato alla Camera dei deputati, nei collegi di Palermo, Verona e Roma, oltre che eletto al Senato della Repubblica nel collegio della Sicilia Occidentale, col movimento da lui guidato che ottiene l'1,86% dei voti, eleggendo 12 deputati e 3 senatori.
Si dimise il 14 dicembre 1993, per incompatibilità con la carica di sindaco.

##### 2º e 3º mandato da Sindaco (1993-2000)
Infatti, nel novembre 1993, alle prime elezioni dirette, ritorna sindaco di Palermo con oltre il 75% dei voti, sostenuto da una coalizione comprendente La Rete, Ricostruire Palermo, Nuovo Modo, Cattolici Democratici per Palermo e PRC, superando Elda Pucci, sostenuta da quel che restava della DC e dai civici del Forum.
Va segnalato inoltre l'ottimo risultato a livello nazionale ottenuto da La Rete, che, unita in coalizioni di sinistra o centro-sinistra, riesce ad arrivare al ballottaggio in diverse città del paese come Torino, Milano, Lecco, Catania, Caltanissetta e Taranto e riuscendo a vincere in coalizione a Venezia (dove sostiene l'indipendente Massimo Cacciari), Genova (appoggiando il candidato del PDS Adriano Sansa), Macerata (dove appoggia l'indipendente Gian Mario Maulo), Pescara (sostenendo il candidato PDS Mario Collevecchio) e Napoli (confluendo nella coalizione a sostegno di Antonio Bassolino).
La nuova amministrazione di Orlando avvia subito una serie di riforme per allontanare gli interessi economici delle cosche mafiose dal Comune di Palermo, continuando il processo di dismissione dell'affidamento degli appalti comunali a società sospettate di appartenere alle famiglie mafiose.
Viene confermato alla carica di primo cittadino alle elezioni del 1997, sostenuto dall'intero centro sinistra e battendo Gianfranco Miccichè con il 58.6% delle preferenze. Noto fu il suo impegno contro la pena di morte, concedendo la cittadinanza onoraria a diversi condannati statunitensi.

##### Al parlamento europeo
Dal 1994 al 1999 è anche deputato al Parlamento europeo, dove è vicepresidente della Commissione per l'ingresso di Malta nell'Unione Europea e membro supplente della Commissione per la sicurezza e il disarmo: iscritto al Gruppo dei Verdi, si impegna per un maggior ruolo del Mediterraneo nell'UE. È stato inoltre confermato membro della Commissione Europea Libertà Pubbliche e per gli Affari Interni ed è stato chiamato a far parte della Commissione per le Politiche Regionali.
Porterà La Rete a sciogliersi e a confluire nei Democratici di Romano Prodi che, a loro volta, nel 2002 confluiranno ne La Margherita.

#### Candidatura a Presidente della Regione e ritorno all'ARS
La sera del 16 dicembre 2000, durante un evento ai Cantieri Culturali alla Zisa e a quasi un anno dalla scadenza naturale del suo secondo mandato consecutivo, fino a quel momento terzo complessivo, comunica la decisione di dimettersi da sindaco di Palermo, poi ufficializzata la mattina di due giorni più tardi, per concorrere, come candidato del centro-sinistra, alla presidenza della Regione Siciliana, in vista delle elezioni regionali in Sicilia del 2001, dove viene sconfitto (col 36,6% contro il 59,1%) da Salvatore Cuffaro. Dieci anni dopo Totò Cuffaro, nel 2011, verrà condannato a 7 anni di reclusione, che ha scontato in carcere, per favoreggiamento a cosa nostra, per fatti avvenuti anche durante la campagna elettorale del 2001 contro Leoluca Orlando. In quelle elezioni comunque, in virtù del meccanismo elettorale, Orlando diviene ancora deputato all'Assemblea Regionale Siciliana, dal 2001 al 2006, dove aderisce al gruppo Sicilia 2010. All'ARS è componente della commissione Statuto e Riforme istituzionali.
In occasione delle elezioni primarie de L'Unione, nel 2005, per designare il candidato presidente della Regione per le regionali del 2006, si schiera a sostegno di Rita Borsellino, scontrandosi con le posizioni ufficiali della Margherita a sostegno di Ferdinando Latteri. Espulso dal partito da Rutelli, si avvicina all'Italia dei Valori di Antonio Di Pietro.

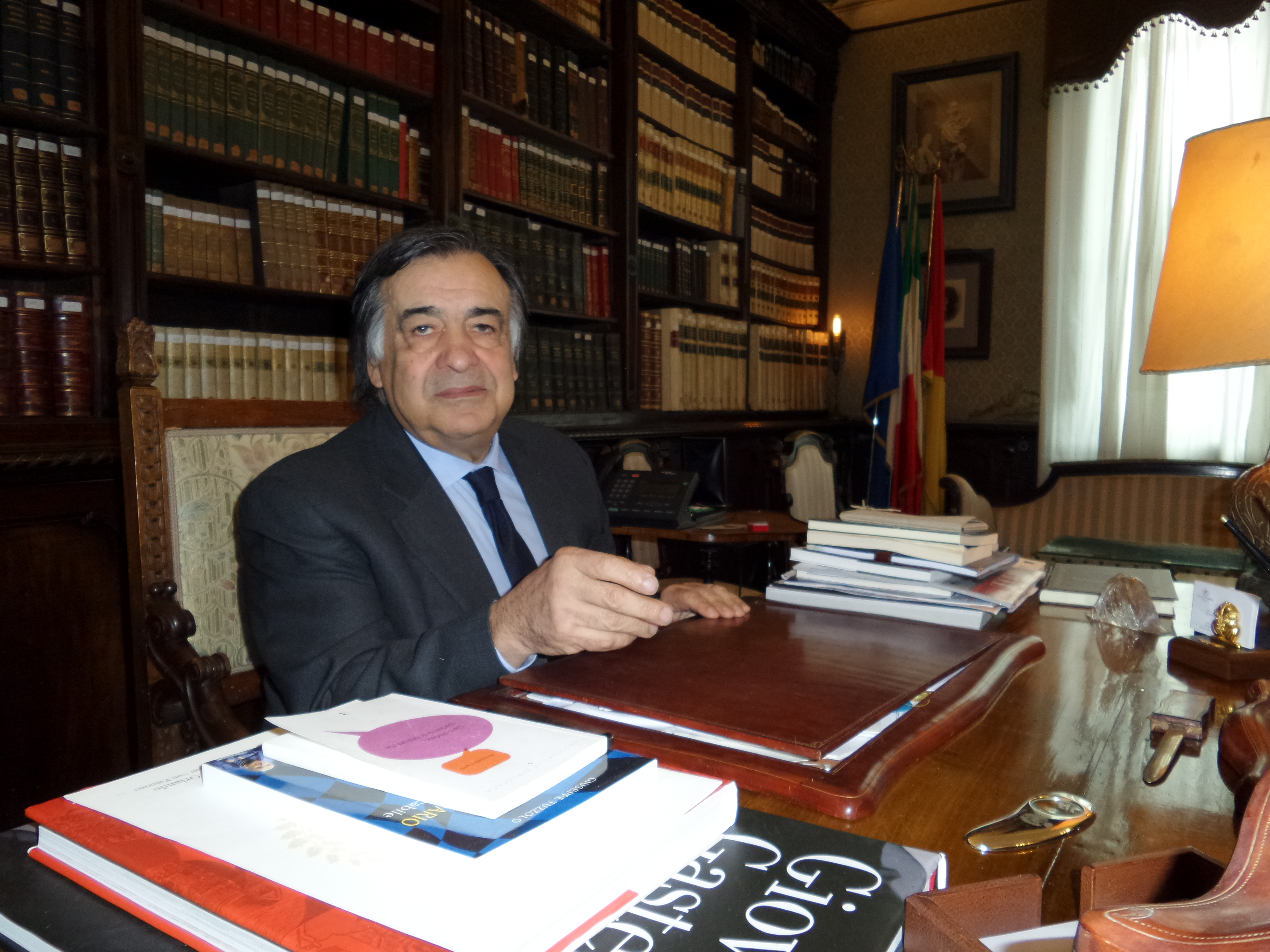
Leoluca Orlando nel 2015

#### Portavoce dell'IdV
Dal 2006 è portavoce nazionale di Italia dei Valori, partito in cui nell'aprile 2006 è eletto deputato alla Camera. A Montecitorio è presidente della Commissione parlamentare per le questioni regionali, fino al termine della legislatura nel 2008.

#### Elezioni comunali del 2007, la sconfitta, le irregolarità
Nel maggio del 2006 annuncia l'intenzione di candidarsi alle primarie de L'Unione per la scelta del candidato sindaco di Palermo. Le consultazioni, svoltesi il 4 febbraio del 2007, vedono prevalere Orlando col 71,95% dei voti, a fronte del 20,13% di Alessandra Siragusa (PDS) e del 7,92% di Giusto Catania (PRC). Concorre così alle elezioni amministrative del 2007, ma viene sconfitto dal sindaco uscente di centro-destra Diego Cammarata, con circa 20 000 voti di scarto (Cammarata 53,6%, Orlando 45,2%); tuttavia, Orlando denuncerà la commissione di gravi brogli elettorali. Solo nel novembre del 2014 il TAR (Tribunale Amministrativo Regionale) della Sicilia confermerà delle illegittimità in quelle elezioni che andavano rifatte. Nonostante questo, il TAR dichiarò chiuso il procedimento, in quanto la consiliatura era terminata nel 2012 e in quanto quelle irregolarità non avevano inficiato l'esito delle elezioni.

#### Politiche del 2008
Con IDV si ripresenta alle elezioni politiche del 2008, ma in coalizione con il Partito Democratico. Viene eletto deputato nelle due circoscrizioni della Sicilia, ma opta per il seggio nella prima circoscrizione del Lazio, per favorire l'ingresso di altri candidati in Parlamento. Il suo nome viene proposto per la presidenza della Commissione parlamentare per l'indirizzo generale e la vigilanza dei servizi radiotelevisivi (meglio nota come "Commissione di vigilanza RAI"), che per prassi viene assegnata all'opposizione. Viene eletto presidente della Commissione parlamentare per le questioni regionali.
Su Orlando esiste l'accordo di PD, IdV e UdC, ma la candidatura viene fortemente osteggiata dalla maggioranza PdL-Lega Nord che fa mancare il numero legale per 40 votazioni e poi vota autonomamente per un esponente del PD, quindi un nome diverso dall'indicazione fornita dalle opposizioni parlamentari, Riccardo Villari. Il 18 novembre 2008, per protesta nei confronti della maggioranza e del premier Berlusconi, accusato di essere un "corruttore politico", Orlando - insieme al collega di partito Pancho Pardi - si dimette dalla Commissione di Vigilanza. Dal 2008 al 2012 è stato presidente della Commissione parlamentare d'inchiesta sugli errori sanitari e i disavanzi sanitari regionali.
Il 21 marzo 2011, pur rimanendo nell'IdV, fonda La Rete 2018.

#### 4º e 5º mandato da sindaco (2012-2022)
Dopo aver sostenuto Rita Borsellino alle elezioni primarie del centrosinistra per il candidato a sindaco di Palermo, il 23 marzo 2012 annuncia la sua ricandidatura alla carica di sindaco di Palermo, affermando che le primarie sono state macchiate da brogli e inquinamenti politici, sostenuto dall'IdV, dalla Federazione della Sinistra e dai Verdi in contrapposizione al vincitore delle primarie Fabrizio Ferrandelli, ex IdV, sostenuto da PD e SEL. Per presunti brogli durante le primarie, la Procura della Repubblica di Palermo ha avviato una indagine a carico di alcuni rappresentanti di Ferrandelli.  Alle successive elezioni amministrative, proprio Leoluca Orlando (con il 47,42%) e Fabrizio Ferrandelli (con il 17,34%) approdano al ballottaggio, dove il 21 maggio 2012 Orlando viene eletto, per la quarta volta e con il 72,43% delle preferenze, sindaco di Palermo.

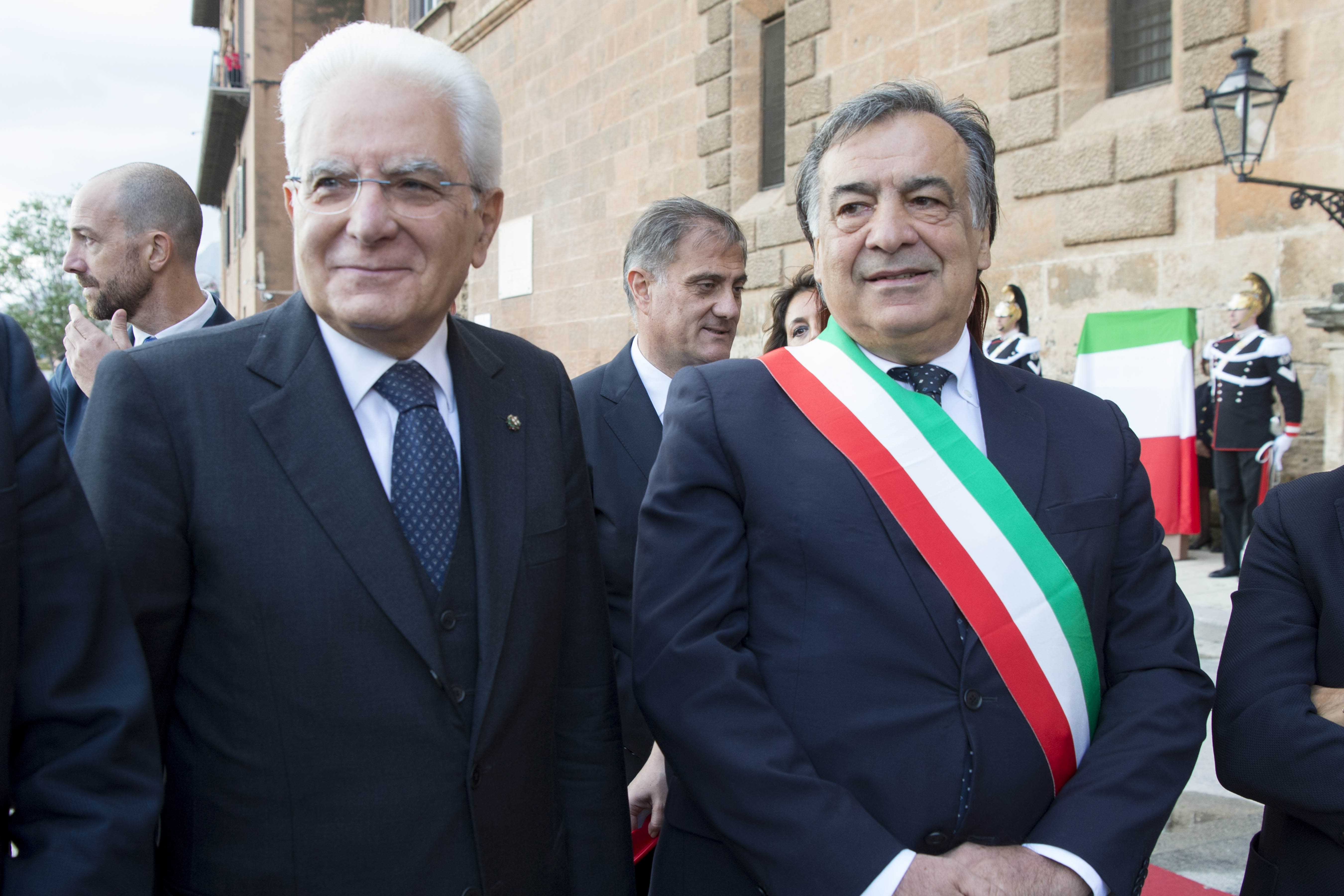
Il sindaco Leoluca Orlando insieme al Presidente della Repubblica Sergio Mattarella nel 2016

Nel luglio 2012, dopo aver prestato giuramento come Sindaco di Palermo, entrando nel pieno delle sue funzioni, formalizza le dimissioni da parlamentare. Il 10 gennaio 2013 come presidente de La Rete 2018 è tra i fondatori di Rivoluzione Civile. Il 15 giugno 2013 esce con altri dall'IdV e fonda a Roma il Movimento 139 (MOV 139), dove il numero allude agli articoli della Costituzione italiana. Nel 2014 Orlando sembra intenzionato a far confluire il MOV 139 nel PD ma l'adesione dello stesso Orlando al Partito Democratico avverrà soltanto a gennaio del 2018.
Con l'approvazione delle nuove norme regionali sulle città metropolitane, in quanto sindaco del comune capoluogo il 7 giugno 2016 assume anche la carica di sindaco metropolitano di Palermo.
Durante questo mandato la giunta comunale guidata da Orlando ha proceduto, con l'obiettivo di ridurre traffico e inquinamento nel centro città nonché di favorire il trasporto pubblico e la mobilità sostenibile, alla pedonalizzazione del centro storico della città. Con gli stessi obiettivi viene inaugurata la nuova rete tranviaria di Palermo (i cui lavori erano stati iniziati nel 2007 dalla precedente giunta) e sviluppati il bike sharing e il car sharing. Il 3 luglio 2015 l'itinerario Palermo arabo-normanna e le cattedrali di Cefalù e Monreale è stato inserito dall'UNESCO nella Lista dei patrimoni dell'umanità. Nel 2016 la giunta riesce ad intercettare nuovi finanziamenti, sia nazionali che europei, per interventi strutturali per la città firmando con il Presidente del Consiglio Matteo Renzi il cosiddetto "Patto per Palermo".
Si ricandida a sindaco anche alle elezioni comunali dell'11 giugno 2017, vincendole al primo turno raccogliendo 125 913 voti pari al 46,28% alla guida di una coalizione formata dalle liste civiche Movimento 139, Palermo 2022, Democratici e Popolari (Partito Democratico e Alternativa Popolare), Uniti per Palermo, Sinistra in Comune (SI - PRC), Alleanza per Palermo e Mosaico Palermo.
Il 10 ottobre 2017 decade da sindaco della città metropolitana di Palermo a seguito del provvedimento di revoca firmato dal presidente della Regione Crocetta, in recepimento della legge votata dall'ARS che prevede l'elezione diretta dei sindaci metropolitani; a seguito di questa decisione presenta ricorso al TAR. Il 26 novembre il TAR sospende il decreto regionale: di conseguenza, Orlando diviene nuovamente sindaco metropolitano. La sospensione del provvedimento è poi confermata dal Consiglio di Giustizia Amministrativa.
Nel gennaio del 2018, Orlando ha annunciato la propria adesione al Partito Democratico.
Nel 2020 e nel 2021, secondo la classifica annuale stilata dal quotidiano "Il Sole 24 Ore" sul gradimento dei sindaci principali città italiane e dei Governatori delle Regioni, Leoluca Orlando è risultato il peggiore sindaco d'Italia per quanto riguarda il gradimento dei propri concittadini. Nel 2020, è risultato ultimo (102° su 102 posti) e nel 2021 terzultimo (102° su 105 posti). Alcuni componenti dell'opposizione hanno firmato una mozione di sfiducia contro di lui, che tuttavia non ha raccolto il numero minimo di firme per essere discussa dal Consiglio comunale, mentre in sua difesa è intervenuto l'Assessore Giusto Catania, del partito di Sinistra Comune, che ha dato la colpa della cattiva performance di Orlando alle criticità finanziarie registrate da tutte le grandi città italiane.
Nel luglio 2021 aderisce nuovamente al PD, nonostante il gruppo consiliare nell'ultimo rimpasto sia voluto restare fuori dalla sua giunta.
Lascia il mandato di sindaco il 20 giugno 2022 al candidato eletto del centrodestra Roberto Lagalla.

#### Europarlamentare con AVS
Nel aprile del 2024, lascia il Partito Democratico e, in occasione delle elezioni europee, viene candidato da Alleanza Verdi e Sinistra come capolista nella circoscrizione insulare. Raccoglie circa 18.800 preferenze piazzandosi terzo ma risulta eletto dato che Ilaria Salis e Mimmo Lucano optano per altre circoscrizioni; si iscrive al gruppo dei Greens insieme agli altri tre colleghi di Europa Verde.

## I riconoscimenti nazionali ed internazionali per la città di Palermo
Nel corso delle ultime due sindacature di Leoluca Orlando, la città ha ricevuto una serie di riconoscimenti, dovuti in particolare ad una rinnovata visibilità internazionale.
In particolare spiccano:
- nel 2015, l'inserimento di numerosi monumenti cittadini e della provincia appartenenti al Percorso di Palermo Arabo-normanna e delle Cattedrali di Monreale e Cefalù nel Patrimonio Mondiale dell'UNESCO
- nel 2017 l'attribuzione del titolo di Capitale italiana dei giovani[52]
- nel 2018 l'attribuzione del titolo di Capitale Italiana della Cultura[53]
- nel 2019 Michelin assegna alla città tre stelle[54]

## La "Carta di Palermo"
Nel 2015, ha organizzato a Palermo un incontro internazionale intitolato "Io sono persona. Dalla migrazione come sofferenza alla mobilità come diritto", cui hanno preso parte giuristi, amministratori pubblici e rappresentanti di Organizzazioni non governative. 
Dall'incontro è scaturita la "Carta di Palermo", un documento che pone al centro del dibattito politico il tema della mobilità umana internazionale quale diritto umano inalienabile.

## Il "Global Parliament of Mayors"
A settembre del 2016 è stato fra i fondatori del "Global Parliament of Mayors", organizzazione non governativa con sede nei Paesi Bassi, di cui fanno parte oltre 50 città di tutti i continenti. Obiettivo del GPM è quello di rafforzare il ruolo delle città e della governance locale in ambito internazionale e nelle relazioni con i governi nazionali, le istituzioni internazionali e gli stake-holders della società civile e dell'impresa.
Leoluca Orlando è componente, fin dall'atto di fondazione dell'organizzazione, del Comitato Esecutivo.

## Controversie

### I "Professionisti dell'antimafia" e la polemica con Sciascia
Dopo la pubblicazione dell'articolo I professionisti dell'antimafia (Corriere della Sera, 10 gennaio 1987), che definiva il Giudice Paolo Borsellino un "professionista dell'antimafia in magistratura" e Orlando un "professionista dell'antimafia nel mondo della politica", lo stesso Orlando, insieme con Nando dalla Chiesa ed altri, entrò in polemica con Leonardo Sciascia. Anni dopo Leoluca Orlando avrebbe affermato che Sciascia "diceva cose giuste ma fu strumentalizzato". Nel 2019 il Comune di Palermo, su iniziativa di Orlando, intitolò a Sciascia la Biblioteca centrale comunale e nel 2020, in occasione del centenario della nascita dello scrittore, Orlando lo definì "un maestro ed uomo di libertà".

### Le affermazioni su Giovanni Falcone e la difesa di Salvatore Borsellino
Leoluca Orlando attaccò duramente Giovanni Falcone accusandolo di aver "tenuto chiusi nei cassetti" una serie di documenti riguardanti i delitti eccellenti di mafia. Le accuse furono indirizzate anche al giudice Roberto Scarpinato e al procuratore Pietro Giammanco, ritenuto vicino ad Andreotti. Falcone dissentì sostanzialmente dalle conclusioni di Orlando sulle responsabilità politiche in merito alle azioni della cupola mafiosa (il cosiddetto "terzo livello"), sostenendo come sempre la necessità di prove certe e bollando simili affermazioni come "cinismo politico". Rivolto direttamente ad Orlando, Falcone disse: "Se il sindaco di Palermo sa qualcosa, faccia nomi e cognomi, citi i fatti, si assuma le responsabilità di quel che ha detto. Altrimenti taccia: non è lecito parlare in assenza degli interessati". Sulla vicenda sarebbe poi intervenuto Salvatore Borsellino, fratello di Paolo, affermando: "allora Leoluca Orlando ha fatto ciò che deve fare un politico e cioè stimolare un'istituzione a fare il suo lavoro, a portare avanti certe indagini. Falcone d'altra parte, le cose che teneva nel cassetto le doveva tenere nel cassetto, non poteva fare altro. Falcone non imbastiva processi fin quando non aveva le prove. Faceva le cose nel momento in cui andavano fatte. Ritengo che Orlando abbia fatto ciò che debba fare un politico e cioè fare da pungolo... Su questo a me basta il giudizio di mio fratello Paolo, nell'ultimo incontro pubblico fatto a Palermo, quando definì Leoluca Orlando "un mio amico" e mio fratello non avrebbe sicuramente usato quell'appellativo se avesse ritenuto che Orlando non lo avesse meritato."

### Vicende giudiziarie
In alcune occasioni fra il 1995 e il 2005 è stato coinvolto in indagini giudiziarie legate a provvedimenti amministrativi assunti nei diversi periodi del suo mandato come sindaco. Da tali indagini è sempre stato assolto con proscioglimento pieno.
Nel 2005 è stato condannato per diffamazione aggravata nei confronti dei consiglieri comunali di Sciacca che nel 1999 avevano sfiduciato il sindaco della città, Ignazio Messina, perché durante un comizio li aveva accusati di essere collusi con la mafia.

## Sport
Dopo aver organizzato, da sindaco di Palermo, i campionati mondiali di football americano del 1999 al velodromo Paolo Borsellino, nel 2002 è stato fra i fondatori della Federazione Italiana di American Football (FIDAF), di cui è Presidente.

## Onorificenze

### Onorificenze straniere
Ha ricevuto varie onorificenze e riconoscimenti:
- la laurea honoris causa in filosofia tedesca, conferita dalla Universität Trier - Università di Treviri
- le cittadinanze onorarie di Chengdu nella Repubblica Popolare Cinese, della Contea di Los Angeles negli Stati Uniti, della città tedesca di Düsseldorf e di quella francese di Montpellier[67][68][69]
- il titolo di professore onorario della Solkan-Saba Orbeliani University di Tbilisi in Georgia
- nel 1994, per la sua partecipazione al film "Gezählte Tage[70]" (“Giorni contati”), è stato insignito del Fernsehen Film Preis quale migliore attore del film, premiato come migliore film di quell’anno. Ha partecipato a numerosi altri film all’estero e, tra gli altri, al film “A Sicilian Odyssey[71]” di Jenna Maria Constantine, che ha ottenuto il primo premio al New York Film Festival nel 2009.
- la "Goethe Medaille" del Goethe-Institut nel 1999, per "il contributo alla diffusione della lingua tedesca nel mondo e per il contributo alle relazioni culturali internazionali"[senza fonte]
- lo "European Civic Prize", conferito nel 2000 dal Gruppo dei partiti democratici e liberali del Parlamento europeo per il suo impegno contro la criminalità"
- nel luglio del 2000 ha ricevuto dalla "American Federation of Teachers" il "Bayard Rustin Award", "per aver portato a Palermo la libertà di una ordinata società civile e per la sua disponibilità a condividere le "lezioni di Palermo" con altri paesi che si trovano ad affrontare analoghe minacce alla democrazia e ai diritti umani."[72]
- il "Premio Puškin" ricevuto a San Pietroburgo nel 2001 per il suo impegno nel rendere Palermo "centro mondiale di cultura teatrale"
- il premio "Erich Maria Remarque Friedenspreis", assegnatogli nel 2005 dalla città di Osnabrück per "il suo impegno per la pace, l'umanità e la libertà"[73]
- il "Premio Konrad Adenauer", ricevuto a Colonia nel 2008
- il "Deutscher Nachhaltigkeitspreis" nel 2013 "per il suo coraggio morale nella coraggiosa lotta contro le organizzazioni di stampo mafioso"[74]
- il "Benjamin Barber Global Cities Award" nel 2017, "per il suo instancabile tentativo di difendere i diritti dei migranti e creare una città più sicura combattendo la criminalità organizzata"[75]
- il Premio Heinrich Heine, conferito nel 2018 dalla città di Düsseldorf "a personalità che attraverso il loro lavoro diffondono l'idea che tutte le persone appartengono allo stesso gruppo: l'umanità." È stato il primo italiano a ricevere questo premio[76]
- nel maggio del 2018 ha ricevuto le "chiavi della città" dal sindaco di Medellín (Colombia), quale riconoscimento "per il suo impegno per la lotta all'illegalità attraverso l'impegno civile e la costruzione della cultura della legalità"[77]
- nel marzo 2018 il Governo della Polonia gli ha conferito il titolo di “Bene Merito”.
- dal 2019 è presidente di Cinemed, Festival Internazionale del Cinema del Mediterraneo di Montpellier[78]
- nel 2020 ha ricevuto dai reali d'Olanda il "Freedom from fear Award" della Roosevelt Foundation del Middelburg e del Franklin and Eleanor Roosevelt Institute di New York[79]
- nel 2020 è stato insignito del "Potsdam Europäische Kultur Preis" "per i risultati raggiunti nella sua vita nella lotta contro la mafia e il razzismo attraverso la cultura"[80]
- nel marzo 2020 il Presidente della Repubblica Federale di Germania Frank Walter Steinmeier gli ha conferito Das grosse Verdienstkreuz.
- nel dicembre del 2020 ha ricevuto dal presidente della Repubblica del Portogallo il "Premio Nord-Sud" del Consiglio d'Europa per il suo impegno a difesa dei diritti umani[81]
- è socio onorario del Rotary Club Palermo[82]

## Opere
- Note in tema di coordinamento, Palermo, Arti grafiche Montaina, 1970.
- Contributo allo studio del coordinamento amministrativo, Milano, A. Giuffrè, 1974.
- Teoria organica e Stato apparato, con  Sergio Agrifoglio, Palermo/São Paulo, Ila Palma, 1979.
- Un modello di governo locale. L'esperienza del Baden Wurttemberg, Palermo, Tip. Priulla, 1979.
- Costruire una rete di solidarietà per una nuova politica, S. Giovanni Valdarno, Acli, 1990.
- Crisi della città, crisi della politica, Firenze, Centro toscano di documentazione politica, 1990.
- Palermo, Milano, A. Mondadori, 1990[83]
- Un'altra pagina. Diario palermitano, Palermo-São Paulo-Roma, Ila Palma-Edizioni associate, 1993[84]
- Fighting the Mafia and renewing Sicilian culture, San Francisco, Encounter books, 2001[85]
- Ich sollte der Nächste sein. Ein Politiker im Fadenkreuz der Mafia, Freiburg im Breisgau, Herder Verlag, 2002[86]
- Hacia una cultura de la legalidad-La experiencia siciliana, Pontificia Universidad catolica del Perù, 2003
- Fighting the Mafia and renewing Sicilian culture - محاربة المافيا وتجديد الثقافة الصقلية , Beirut, Foundation pour la Paix, 2004
- Der sizilianische Karren, Zurich,Amman Verlag, 2004; Taschenbuch, Fischer Verlag, 2006[87]
- Hacia una cultura de la legalidad-La experiencia siciliana, Universidad Autónoma Metropolitana México, D.F, marzo 2005
- Leoluca Orlando erzählt die Mafia, Freiburg im Breisgau , Herder Verlag, settembre 2008[88]
- Leoluca Orlando racconta la mafia, Torino, UTET, 2007[89]
- Il Futuro e’ adesso. La grande Rete e la Terza Repubblica, a cura di Luciano Mirone, Milano, Melampo, 2013
- Il tempo dell'elefante, Palermo, University Press, 2020[90]
- Luci sulla città. Palermo nel cinema dalle origini al 2000, in A. La Torre Giordano: Prefazione di Leoluca Orlando, Cinefocus, Edizioni Lussografica, 2020), pp. V-VI, ISBN 978-8882435189
- Enigma Palermo.La politica,la paura,il futuro.Storia di una città e del suo Sindaco.di Leoluca Orlando e Constanze Reuscher,Milano,Rizzoli, 2023
- Come in sogno.Il racconto di Palermo.Ingerviste a Leoluca Orlando  di Michele Perriera e Giorgio Vasta,Fotografie e Prefazione di Letizia Battaglia, Palermo, Glifo edizioni, 2023